# Swoboda (Unternehmen)
Swoboda ist eine Unternehmensgruppe im Geschäftsfeld der Automobilzulieferer. Das Unternehmen entwickelt und produziert Metall-Kunststoff-Verbundteile, Sensoren, Aktuatoren und Steuergeräte für die Automobilindustrie. Stammsitz des Unternehmens ist Wiggensbach im Landkreis Oberallgäu. Weitere Standorte befinden sich in Deutschland (Schorndorf, Fürth, Karlsruhe), Tschechien (2 Werke in Jihlava), Rumänien (Timișoara, Sibiu), China (Kunshan), USA (Grand Rapids, Auburn Hills) und Mexiko (San Juan del Río). Swoboda beschäftigt weltweit rund 4.000 Mitarbeiter (Stand: 03/2022). Geführt wird das Unternehmen vom vierköpfigen Management Board.

## Produkte
Es werden Baugruppen für Getriebesteuerungen, Lenkungssteuerungen, Magnetbaugruppen, Hochstrombaugruppen, Aktuatoren, Steuergeräte und Sensoren entwickelt und produziert. Kunden des Unternehmens sind sowohl Automobilhersteller wie auch Automobilzulieferer.

## Geschichte

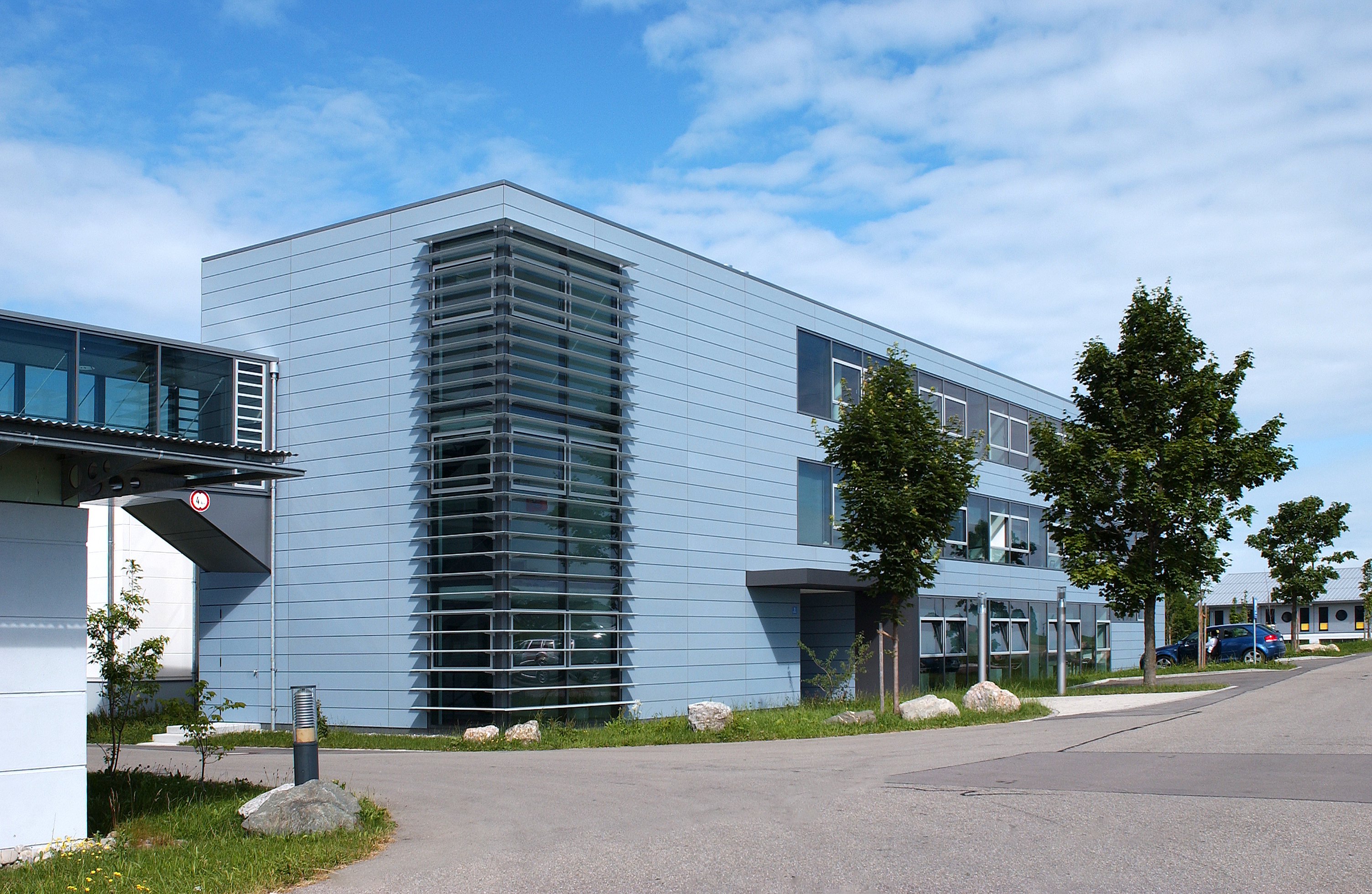
Swoboda-Standort in Wiggensbach (Allgäu)

Die Gesellschaft wurde 1947 von Max Swoboda als „Textil GmbH“ gegründet. Anfänglich wurden Stoffe, Taschentücher und Fußmatten hergestellt. 1961 stieg das Unternehmen mit der Produktion von Scheibenwischermotoren in die Automobilzuliefererindustrie ein. 1963 erfolgte eine Umfirmierung in „Swoboda OHG“ und die Fertigung bzw. Montage von Drehteilen und Campingartikeln. Im gleichen Jahr wurden erste Geschäfte mit der Robert Bosch GmbH gemacht (Lohnproduktion von Entstörern, später von Temperaturfühlern, Wicklungselementen und Kabelbäumen). 1968 ergänzte Swoboda sein Produktionsspektrum mit der Einführung der Spritzguss-Technik.
Ab 1977 firmierte das Unternehmen als Gebr. Swoboda GmbH. 1989 übernahmen Kurt Swoboda und Ingo Granel die Geschäftsleitung. 1994 wurde die tschechische, 1997 die US-amerikanische Tochterfirma gegründet. In den Folgejahren erweiterte das Unternehmen sowohl die Produktionsstätte in Wiggensbach als auch die beiden Werke in Jihlava. 1995 wurde die erste komplex verkettete Automatisierungsanlage in Betrieb genommen. Seit 2001 werden Sensor-Gehäuse für Airbag-Steuergeräte vollautomatisiert gefertigt.
Im Frühjahr 2016 eröffnete Swoboda sein neues Werk in Fürth. Es solle „Keimzelle im Werkzeugbau für die weltweite Swoboda-Gruppe werden“, so Gesellschafter Matthias Groth bei der Grundsteinlegung im November 2015.
Die Hartmann-exact KG in Schorndorf-Schornbach war über viele Jahre eine 100%ige Tochterfirma von Swoboda, die mit 200 Mitarbeitern und 80 Mio. Euro zum Gesamtumsatz der Gruppe von rund 400 Mio. Euro beigetragen hat. Seit dem Zusammenschluss am 1. Juli 2018 firmieren Swoboda und die Hartmann-exact KG unter dem neuen Markennamen "Swoboda Technologies".
Im Oktober 2018 gab das Unternehmen bekannt, kürzlich die Karlsruher Unternehmen Ingenieur-Systemgruppe Zahn GmbH (ISZ) und Peter Systemtechnik GmbH (PST), die in der Elektronikentwicklung tätig sind, erworben zu haben.

## Auszeichnungen
Im Februar 2007 zeichnete das Europäische Wirtschaftsforum die Gebr. Swoboda GmbH mit dem Bayerischen Mittelstandspreis aus. 2014 wurde das Unternehmen vom Bayerischen Staatsministerium für Wirtschaft und Medien, Energie und Technologie mit dem Bayerischen Qualitätspreis, Kategorie Industrie, ausgezeichnet. Im Jahr 2018 zeichnete das Bayerische Staatsministerium für Wirtschaft, Landesentwicklung und Energie Swoboda als Preisträger des Wettbewerbs "Bayerns Best 50"  als eines der 50 wachstumsstärksten mittelständischen Unternehmen Bayerns aus. Von den eigenen Kunden wurde Swoboda mehrfach als „Lieferant des Jahres“ ausgezeichnet (u. a. Robert Bosch GmbH, Continental AG, General Motors). 2024 wird Swoboda als "TOP 100"-Innovator ausgezeichnet.